# Oregon-Eiche
Die Oregon-Eiche (Quercus garryana), auch Garry Oak genannt, ist ein Laubbaum aus der Gattung der Eichen in der Familie der Buchenartigen. Das Verbreitungsgebiet liegt in Nordamerika.

## Beschreibung
Die Oregon-Eiche ist ein laubabwerfender 15 bis selten über 20 Meter hoher Baum mit einzelnem Stamm oder 1 bis 3 Meter hoher Strauch. Der Stammdurchmesser erreicht über 1 Meter. Die grobe Borke ist gräulich bis braun-grau und furchig bis schuppig. Die Zweige sind braun, rot oder gelblich, 2 bis 4 Millimeter im Durchmesser, dicht flaumhaarig oder kahl. Die Knospen sind 2 bis 12 Millimeter lang, braun oder gelblich, eiförmig bis spindelförmig, spitz, und drüsig oder flaumig behaart.
Die wechselständigen Laubblätter sind einfach und haben einen 4 bis 10 Millimeter langen Blattstiel. Die gelappte bis geteilte Blattspreite ist 25 bis 120 selten 140 Millimeter lang und 15 bis 85 Millimeter breit, verkehrt-eiförmig bis elliptisch, mit beidseitig drei bis fünf Lappen, mit gerundeter bis keilförmiger selten herzförmiger Basis und stumpfer bis rundspitziger Spitze. Die Blattoberseite ist hell bis dunkelgrün und spärlich mit Sternhaaren bedeckt, die Unterseite ist hellgrün oder gelblich „bereift“ und spärlich bis dicht mit 0,1 bis 1 Millimeter langen Haaren bedeckt. Es werden vier bis sieben gelbliche Nervenpaare gebildet.
Die Eicheln stehen einzeln oder in Gruppen bis zu drei. Sie sind beinahe sitzend oder stehen selten an 10 bis 20 Millimeter langen Stielen. Der Fruchtbecher ist tassenförmig bis halbkugelig, 4 bis 10 Millimeter tief, 12 bis 22 Millimeter im Durchmesser und gelblich- oder rötlichbraun geschuppt. Die Eicheln sind hellbraun, länglich bis rundlich, 25 bis 30 (selten ab 12 und bis 40) Millimeter lang und 14 bis 20 (selten 10 bis 22) Millimeter im Durchmesser, kahl oder flaumhaarig. 
Die Chromosomenzahl beträgt 2n = 24.

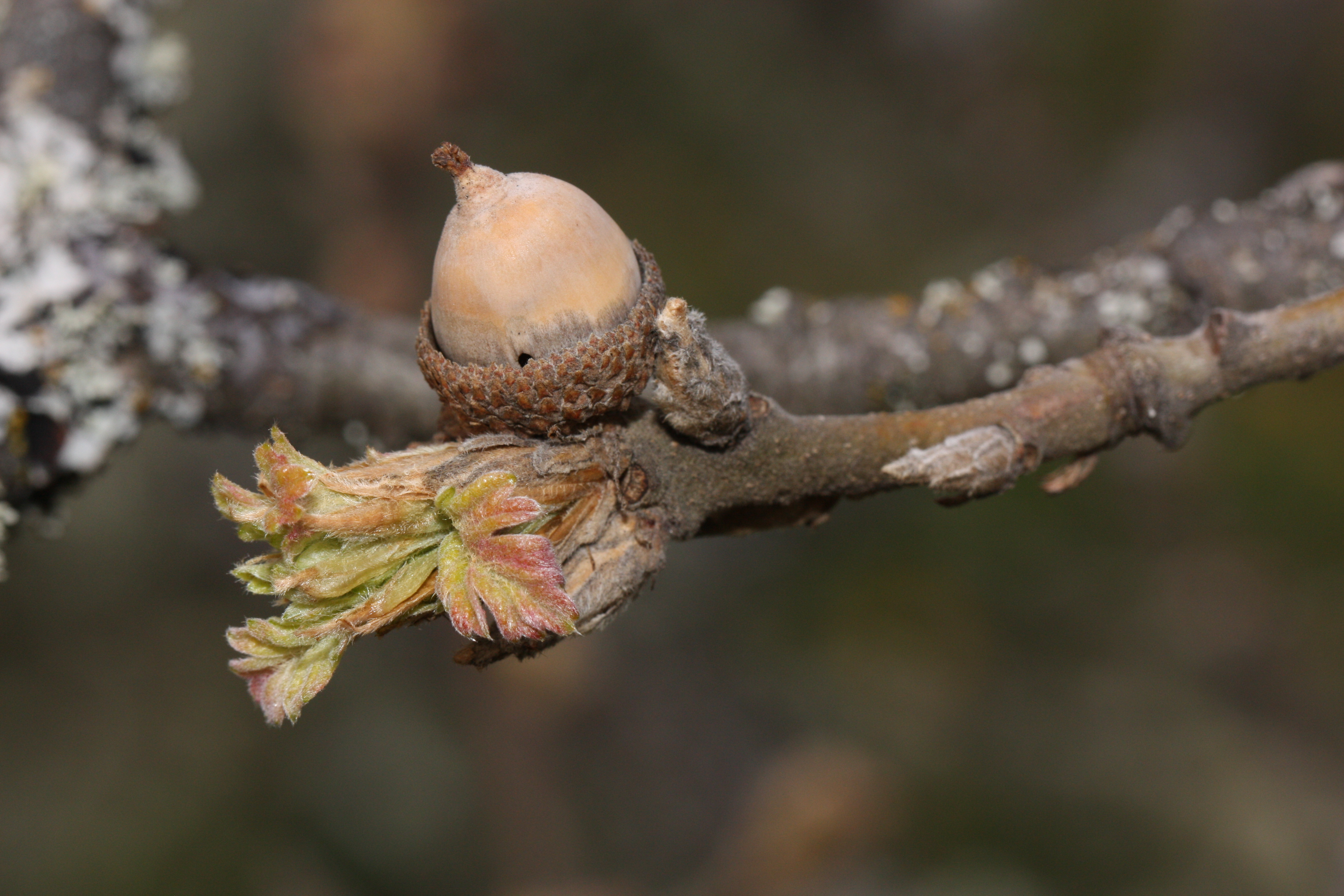
Eichel
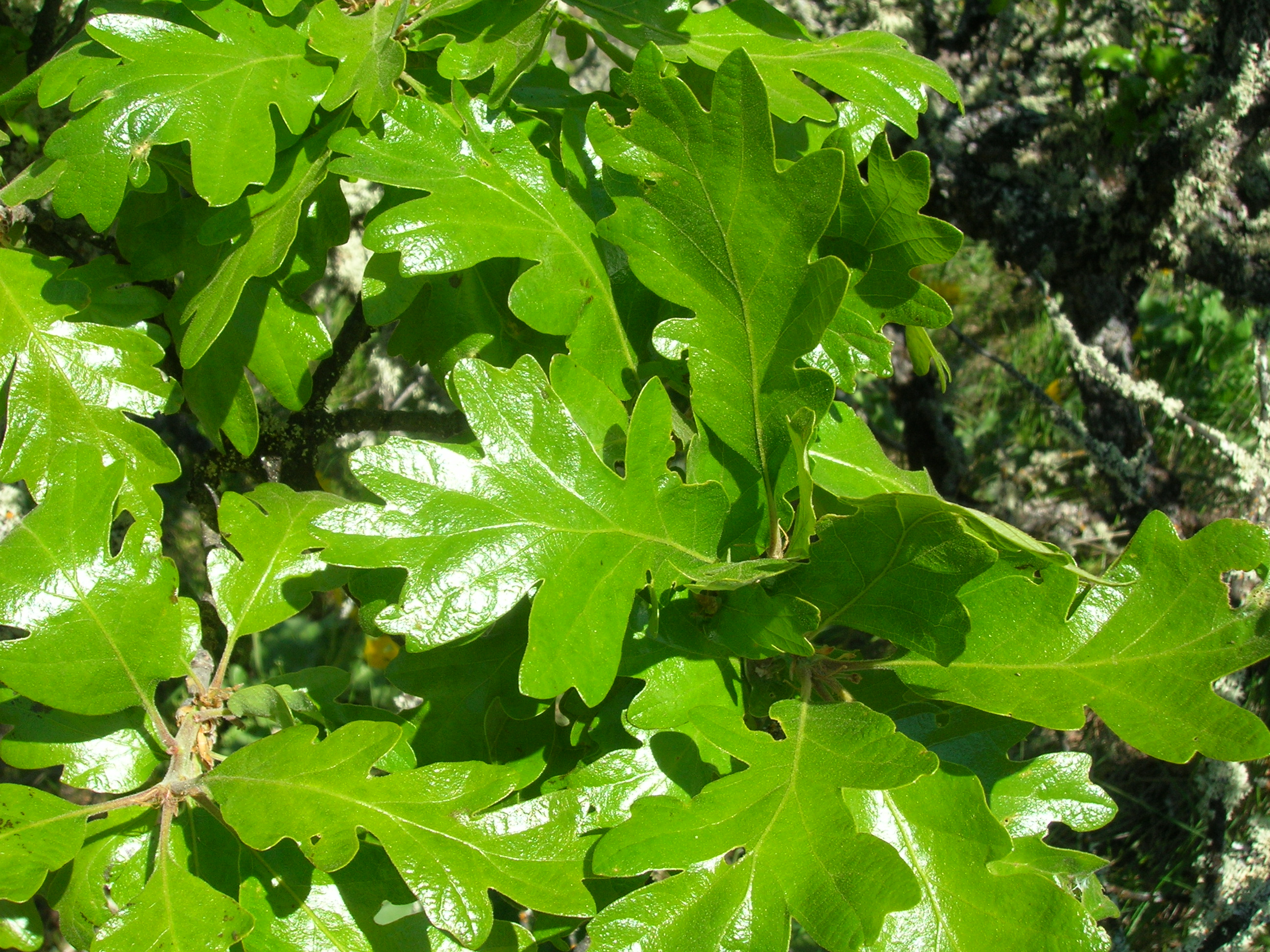
Blätter

## Verbreitung und Ökologie
Das natürliche Verbreitungsgebiet liegt in British Columbia in West-Kanada und in Oregon, Washington und Kalifornien in den Vereinigten Staaten. Die Art wächst in sommertrockenen, durch vorgelagerte Berge von den Pazifikwinden abgeschirmten Gebirgslagen bis in 1200 Metern Höhe im Grenzbereich von Wald und Steppe auf steinigen, flachgründigen und armen Böden. Man findet sie oft zusammen mit Douglasien.

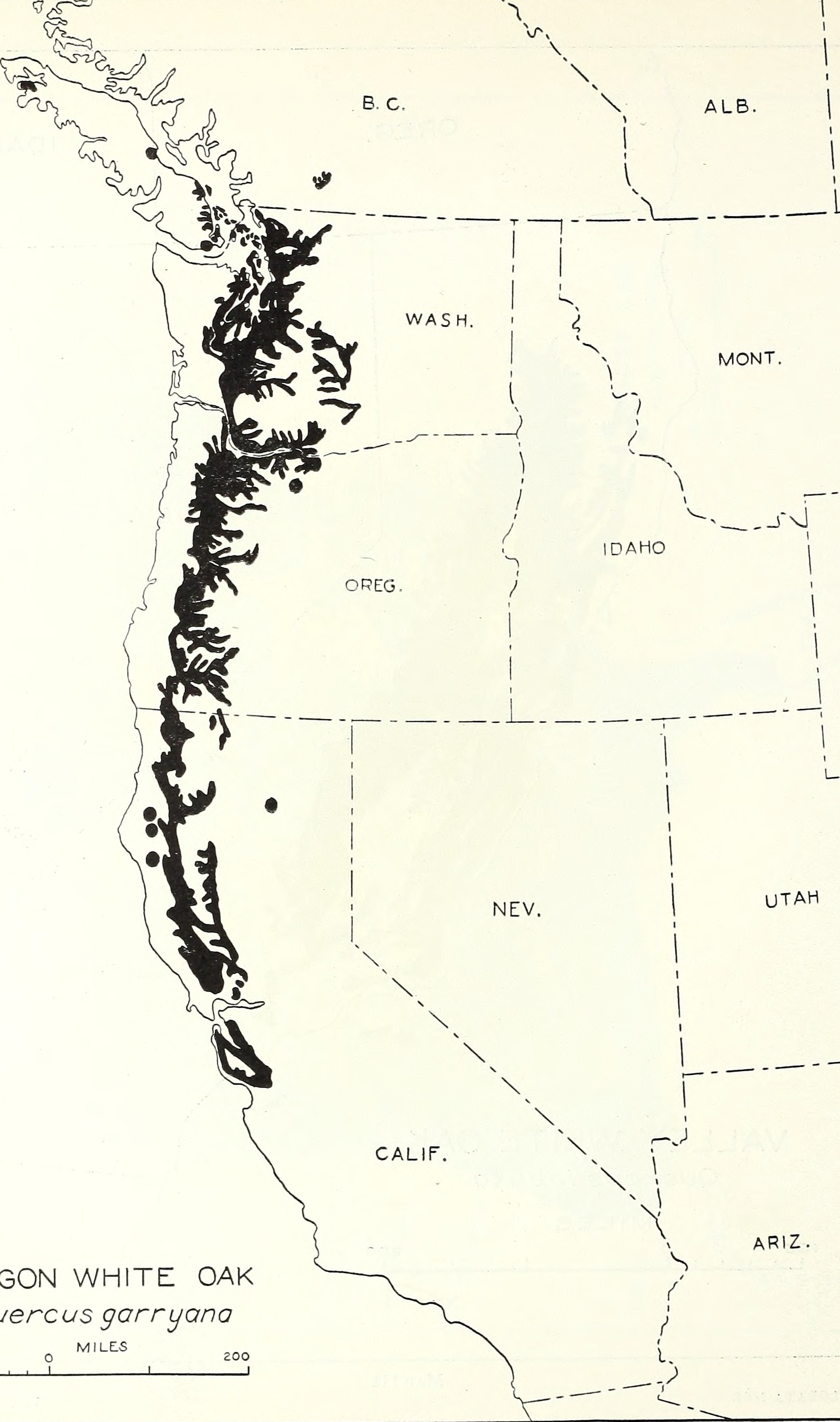
Verbreitungsgebiet (1938)

## Systematik und Forschungsgeschichte
Die Oregon-Eiche (Quercus garryana) ist eine Art aus der Gattung der Eichen (Quercus) in der Familie der Buchengewächse (Fagaceae). Die gültige Erstbeschreibung erfolgte 1840 durch William Jackson Hooker.
Es werden drei Varietäten unterschieden:
- Quercus garryana var. breweri (Engelmann) Jepson
- Quercus garryana var. garryana
- Quercus garryana var. semota Jepson[3]

## Verwendung
Die Oregon-Eiche ist wohl die wirtschaftlich wichtigste Eiche des pazifischen Nordamerikas, sie wird jedoch aufgrund des unwegsamen Geländes wenig genutzt.